# Gospodarstvo Irske
Gospodarstvo Republike Irske je moderno gospodarstvo znanja, s naglaskom na uslugama i visoko-tehnološkoj industriji te ovisno o trgovini, industriji i investicijama. 
Prema BDP-u po stanovniku, Irska je jedna od najbogatijih zemalja OECD-a i Europske unije. Bila je na 5. mjestu OECD-28 ljestvice 2008. godine.
Prema istraživanju časopisa "The Economist" 2005. godine, Irska je imala najbolju kvalitetu života u svijetu. U razdoblju 1995. – 2007. bio je vrlo visoki gospodarski rast, najviši u Europi pa je Irska dobila naziv "keltski tigar". Neosporno je jedan od ključeva za ovaj gospodarski rast bio nizak porez na dobit, koji je trenutno na standardnoj stopi od 12,5%.
Financijska kriza od 2008., ozbiljno je uzdrmala irsko gospodarstvo, počevši urušavanjem irskoga tržišta nekretnina. Nakon 24 godine stalnog rasta na godišnjoj razini od 1984. do 2007., Irska je doživjela recesiju od 2007. do 2009. U ožujku 2008., Irska je imala najvišu razinu zaduženosti kućanstava u odnosu na raspoloživi dohodak u razvijenom svijetu s 190%, što uzrokuje dodatno usporenje privatne potrošnje, a to je i jedan od razloga za dugotrajnu recesiju. Teška gospodarska situacija nastavila se i 2010., što je dovelo čak i do iseljavanja.
Irski realni BDP porastao je za 1,4% u 2011. godini, ali recesija se nastavila početkom 2012. Smatra se da će se u narednom razdoblju irsko gospodarstvo oporaviti i nastaviti rasti.
Irska je članica eurozone i službena valuta je euro od siječnja 2002. godine. Irska najviše izvozi farmaceutske i medicinske proizvode, kemikalije, strojeve, elekroničku i kompjutersku tehnologiju.

### Hrvatsko-irski gospodarski odnosi
Od 1993. do zaključno s 2011., irski gospodarstvenici uložili su 139,3 milijuna eura u Hrvatsku i tako zauzeli 18. mjesto (u 2010. ulaganje je iznosilo 70,4 milijuna eura).
Hrvatska je 2010. godine u Irsku izvezla proizvode u vrijednosti 14,4 milijuna eura (medicinski i farmaceutski proizvodi, gnojiva i dr.), a uvezla iz Irske proizvode u vrijednosti 73,1 milijuna eura (eterična ulja i parfemi, lijekovi, strojevi, kemijski spojevi i dr.).

## Vanjske poveznice
Mrežna mjesta
- Department of Finance  Arhivirana inačica izvorne stranice od 24. travnja 2018. (Wayback Machine), stranice irskog ministarstva financija (engl.)
- Department of Jobs, Enterprise and Innovation, stranice irskog ministarstva rada, poduzetništva i inovacija (engl.)
- Department of Foreign Affairs and Trade, stranice irskog ministarstva vanjskih poslova i trgovine (engl.)